# Saussure-Gletscher
Der Saussure-Gletscher ist ein Gletscher an der Loubet-Küste des Grahamlands im Norden der Antarktischen Halbinsel. Auf der Arrowsmith-Halbinsel fließt er aus den Tyndall Mountains in nordöstlicher Richtung zum Lallemand-Fjord.
Erste Luftaufnahmen entstanden 1957 bei der Falkland Islands and Dependencies Aerial Survey Expedition. Das UK Antarctic Place-Names Committee benannte ihn 1984 nach dem Genfer Naturforscher Horace-Bénédict de Saussure (1740–1799), der 1787 als erster erkannte, dass große Felsbrocken durch Gletscherflüsse über große Distanzen fortbewegt werden können.